# Leo Mol
Leo Mol (Leonid Molodozhanin), (Polonne, actual Ucrania, 15 de enero de 1915-Winnipeg, Canadá, 4 de julio de 2009) fue un escultor canadiense de origen ucraniano. En Winnipeg hay un parque con más de trescientas de sus obras.

## Biografía

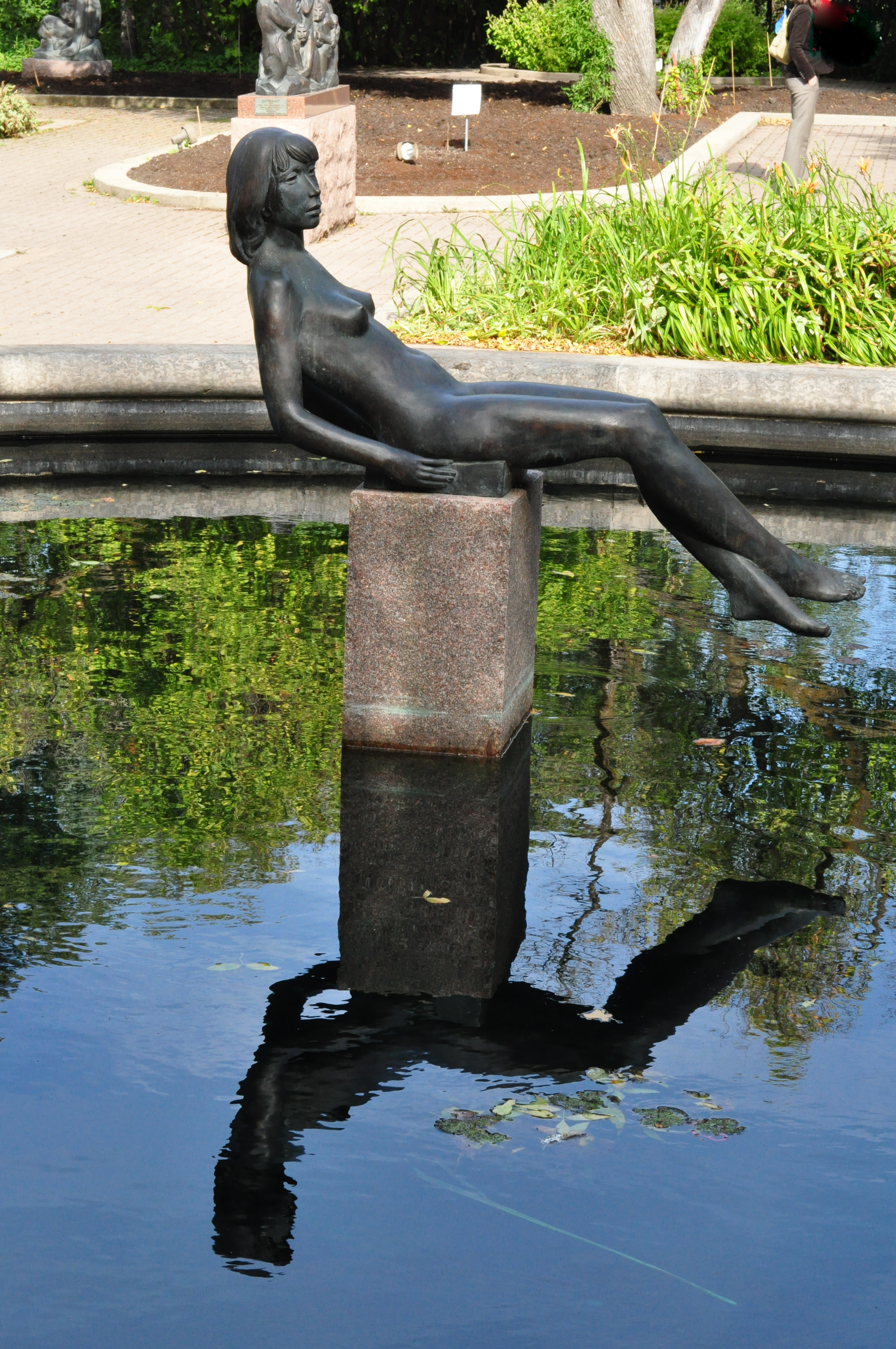
Chica desnuda, en Winnipeg

Su verdadero nombre era Leonid Molodozhanin. Cursó sus estudios primarios y secundarios en Ucrania. Luego inició su carrera universitaria en la Academia de Bellas Artes de Berlín, concluyéndola en Holanda. En 1949 emigró a Canadá y fue miembros de su Real Academia de Arte.
Más de trescientas de sus obras se exhiben en el Jardín de esculturas Leo Mol de 1,2 hectáreas, inaugurado el 18 de junio de 1992, en el Parque Assiniboine de Winnipeg.
Otras de sus obras fueron: Monumento a Taras Shevchenko en  Buenos Aires, Monumento a Taras Shevchenko en Washington D. C. y Monumento a la Reina Isabel II de Inglaterra en Winnipeg, Canadá.